# Chris Wauman
Chris Wauman (15 januari 1985) is een Belgisch syndicalist en politicus voor de marxistische partij PVDA. 
Wauman is burgerlijk ingenieur van opleiding en werkt sinds 2009 bij AG Insurance, waar hij in 2016 verkozen werd als delegee voor BBTK en waar de vakbondsafvaardiging en de werknemers eind 2021 in staking gingen. Hij zetelt ook in de Europese ondernemingsraad van Ageas en werd in 2022 verkozen tot voorzitter ervan, in opvolging van Karel Meganck.
Sinds 2017 is Wauman voorzitter van PVDA Sint-Niklaas. Bij de gemeenteraadsverkiezingen stond hij op de 3e plaats op de PVDA-lijst; lijsttrekker Jef Maes behaalde toen de eerste zetel in de Sint-Niklase gemeenteraad. In 2019 kwam Wauman op bij de Vlaamse verkiezingen in de kieskring Oost-Vlaanderen; hij stond op de 9de plaats en behaalde 1846 voorkeursstemmen. Lijsttrekker Tom De Meester sleepte bij deze verkiezingen voor het eerst een zetel in de wacht. Begin 2022 nam Wauman Jef Maes' plaats in als gemeenteraadslid in Sint-Niklaas. Bij de gemeenteraadsverkiezingen van 2024 is hij zelf lijsttrekker.
Zijn partner is activist Debby Burssens, die in 2024 verkozen werd als Vlaams Parlementslid.